# Lahti-Saloranta M/26
La Lahti-Saloranta M/26 (alternativamente LS/26) es una ametralladora ligera diseñada por Aimo Lahti y Arvo Saloranta en 1925. Era capaz de disparar tanto en fuego completamente automático como en semiautomático. Se fabricaron tanto cargadores curvos de 20 balas y tambores de 75 balas, pero el ejército finlandés solo utilizó los cargadores curvos. Fue utilizada en la Guerra de Invierno.

## Historia y desarrollo
En 1924 el departamento de armas del Ministerio de Defensa finlandés asignó al armero y diseñador jefe del arsenal estatal Aimo Lahti , el diseño y desarrollo de una ametralladora ligera, que operará con el sistema de retroceso corto, con la intención de competir en un concurso con otras ametralladoras ligeras extranjeras y, destinado a la adopción de la ganadora para su entrada en servicio.
Lahti contó con la colaboración del teniente Arvo Saloranta para este desarrollo y presentó el primer prototipo de una ametralladora ligera en julio de 1925, siendo probado junto con otras armas como la Furrer M25 suiza, el Browning BAR M1918 estadounidense, la Vickers-Berthier británica y la Hotchkiss M1922 francesa. Al cabo de un año de evaluaciones, la comisión de pruebas se decidió por el producto local, siendo adoptada para el servicio con la denominación Pikakivääri m / 26, a pesar de que a menudo se cita esta arma como LS/26 (siglas de los apellidos de los inventores y año).
La producción de la nueva ametralladora comenzó en 1930 en la fábrica de armas estatal de nueva construcción Valtion Kivääritehdas o VKT. La producción de las ametralladoras L/S-26 fue relativamente lenta, sobre todo para el mercado doméstico. El único pedido de exportación significativo fue realizado a mediados de 1930 por China, de 30.000 armas que disparasen el cartucho 7,92 x 57 Mauser. Sin embargo, este pedido se cumplió parcialmente (solo unas 1.200 fueron producidas y enviadas a China) debido a la presión diplomática del gobierno japonés.

## Desempeño

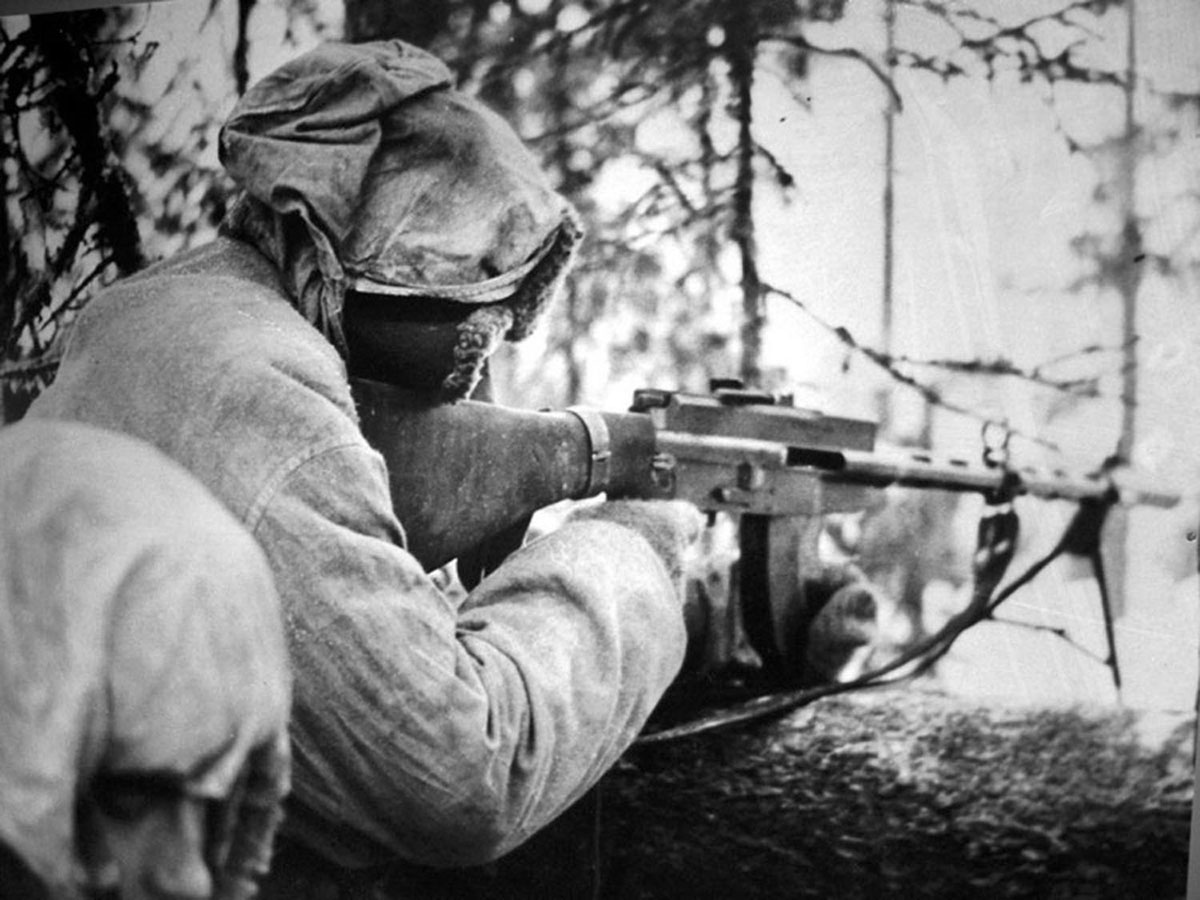
Soldado finlandés equipado con una M/26 durante la Guerra de Invierno.

En el campo de batalla, la Lahti-Saloranta M/26 era difícil de limpiar debido a su gran cantidad de piezas (188), era pesada y tenía un cargador de poca capacidad. Debido a estos problemas (se le apodó "kootut virheet" - errores recogidos), las tropas a menudo preferían las ametralladoras Degtiariov capturadas a los soviéticos. En el verano de 1944 solo 3.400 M/26 estaban en el frente, comparadas con las más de 9.000 Degtiariov. Por otro lado, algunos tiradores aprovecharon al máximo la excepcional precisión del arma, con un aceitado adaptable al invierno que resultó ser fiable.
Después de la guerra, unas 3.000 M/26 fueron almacenadas, algunas continuaron sirviendo como armas de entrenamiento hasta 1985. Los ejemplares restantes fueron desechados al parecer a principios de 1990.

## Bibliografía

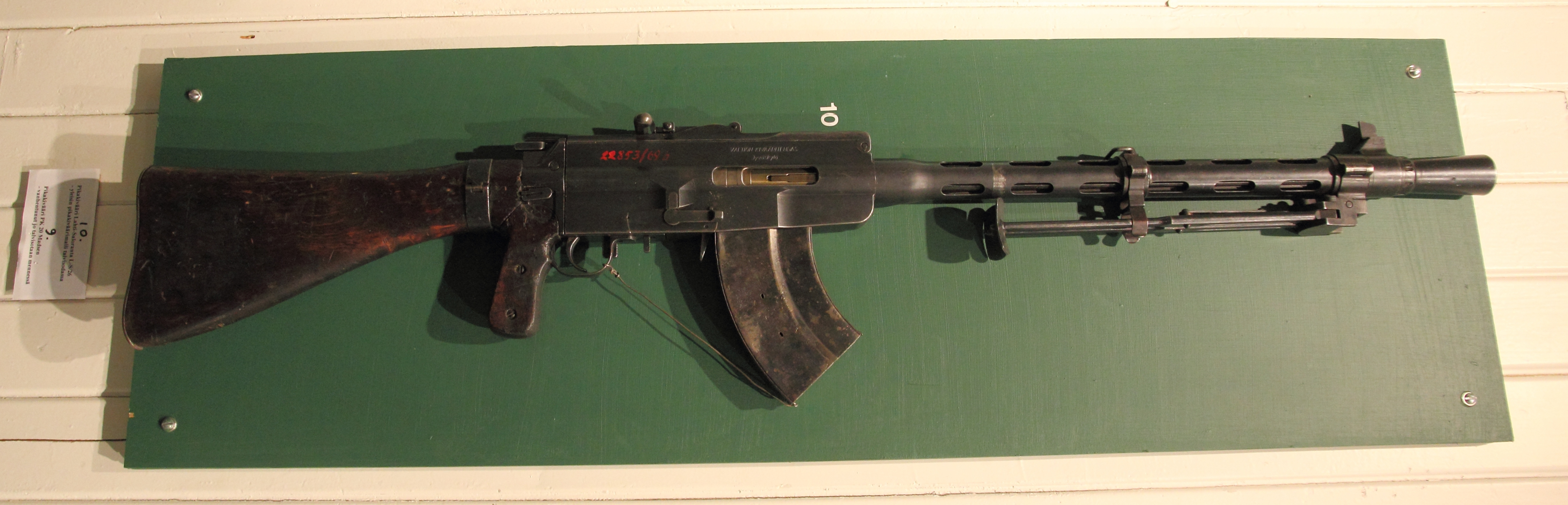